# 24 décembre 1919
Le mercredi 24 décembre 1919 est le 358e jour de l'année 1919.

## Naissances
- A.P. Lutali (mort le 1er août 2002), politicien américain
- Denyse Sergy, directrice d'orphelinat, poète et écrivain vaudoise
- Michel Commelin (mort le 19 janvier 2012), personnalité politique française
- Pierre Soulages, peintre et graveur français

## Décès
- Véra de Bénardaky (née en 1842), aristocrate d'origine russe
- Venceslaus de Sousa Pereira de Lima (né le 15 novembre 1858), homme politique portugais

## Événements
- Création de la Sumitomo Corporation